# Dritter Verkehrsring
Der Dritter Verkehrsring (russisch третье транспортное кольцо / tretje transportnoje kolzo) ist eine Ringstraße in der russischen Hauptstadt Moskau. Sie wurde im Jahr 2003 fertiggestellt und ergänzt in ihrer Funktion als Schnellverkehrsring den innerstädtischen Gartenring sowie den die Stadt umschließenden Autobahnring MKAD.

## Allgemeines
Der dritte Verkehrsring ist rund 35,1 km lang, wovon etwa 19 km auf Brücken und 5 km in insgesamt drei Tunneln verlaufen. Die Breite der Fahrbahn beträgt mindestens vier Spuren. Ein achtspuriger Ausbau ist nur an stark belasteten Abschnitten realisiert. Zudem bilden Standstreifen eine Ausnahme, so dass es schon bei kleinen Blechschäden oder Pannen zu Verkehrsstörungen kommt. Der Autobahnring hat insgesamt 17 Anschlussstellen. Wie auch der äußere Autobahnring MKAD – nicht aber der innerstädtische Gartenring – hat der dritte Verkehrsring weder niveaugleiche Kreuzungen noch Fußgängerübergänge. Jedoch sind an Auf- und Abfahrten, wie auch auf dem MKAD, Zebrastreifen zur Überquerung dieser anzutreffen. Somit stellt der dritte Verkehrsring keine vollwertige Autobahn nach westeuropäischem Verständnis dar. Die Höchstgeschwindigkeit auf dem dritten Verkehrsring beträgt 80 km/h und wird bei Bedarf durch Verkehrsbeeinflussungsanlagen dem Verkehrsstrom angepasst.

## Geschichte
Der Bau des dritten Rings fiel im Wesentlichen auf die Zeit ab Ende der 1990er Jahre. Geplant wurde er als Entlastungsstraße für den innerstädtischen Autoverkehr, der bis dahin für Querfahrten ausschließlich auf den Gartenring angewiesen war und diesen sowie angrenzende Straßen hoffnungslos verstopfte. Einige Abschnitte des neuen Rings stammen jedoch bereits aus den 1960er Jahren, so die zwischen den Metrostationen Begowaja und Rischskaja verlaufende Schnellstraße, die 2002 ausgebaut und in den dritten Ring eingegliedert wurde. Der erste neu errichtete Abschnitt des dritten Rings war der westliche Teil nahe der Sperlingsberge; er wurde am 10. Mai 1999 in Betrieb genommen. Die vollständige Ringschließung erfolgte am 5. Dezember 2003 mit der Inbetriebnahme des Lefortowo-Tunnels nahe dem Stadtteil Lefortowo.
Inzwischen wurde der neue Moskauer Sekantenring gebaut und in Betrieb genommen. Der Moskauer Sekantenring soll den dritten Verkehrsring etwas entlasten.

## Galerie

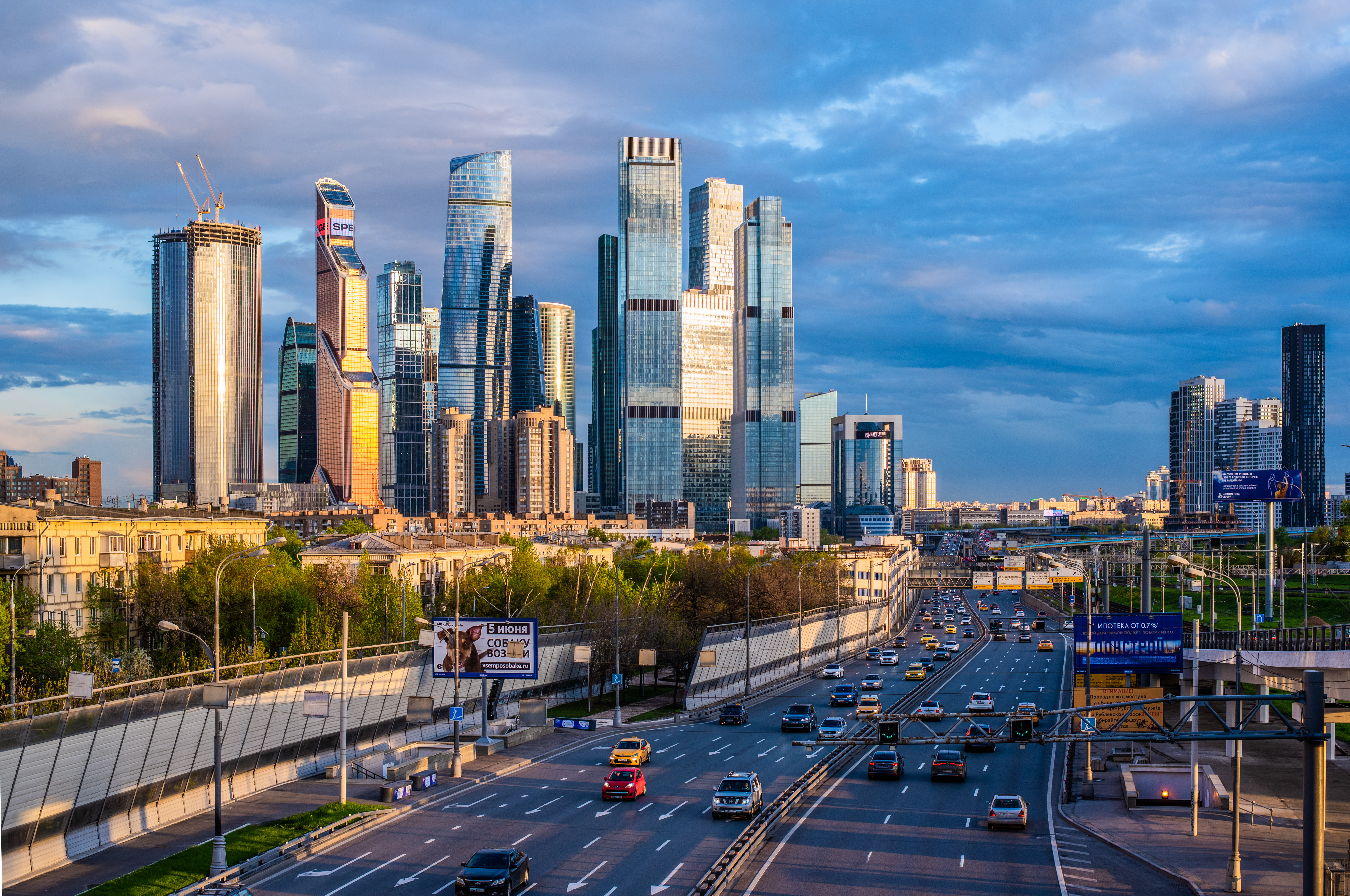
Dritter Verkehrsring in Moskau City
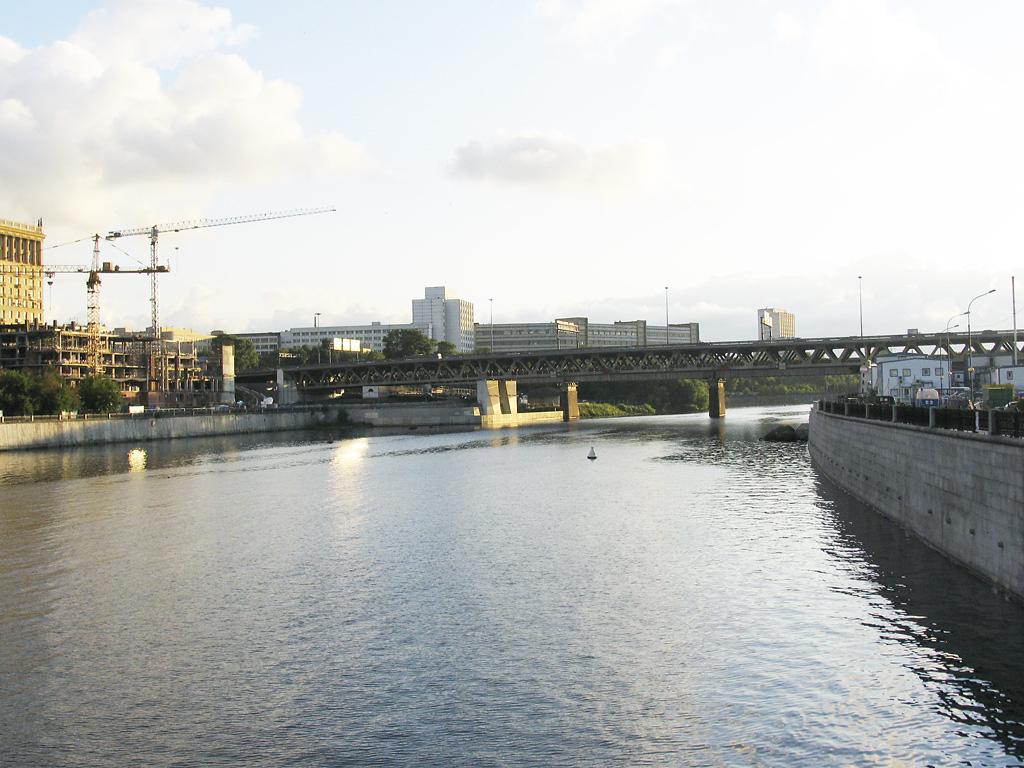
Brücke des Dritten Rings über die Moskwa